# Bai (langue)
Pour les articles homonymes, voir Bái (白).
Cet article concerne la langue bai. Pour le peuple bai, voir Bai (ethnie).
La langue bai ou baï (bai : Bairt‧ngvrt‧zix; chinois : 白族話; pinyin : bái zú huà) est une langue sino-tibétaine parlée en Chine, essentiellement dans la province du Yunnan, par les Bai, une des 56 ethnies minoritaires du pays. Elle compte plus d'un million de locuteurs et se divise en trois dialectes principaux. C'est une langue tonale qui a un vocalisme assez riche. Langue orale, le bai n'a pas d'écriture propre, mais il existe pour le noter un système de translittération utilisant l'alphabet romain.

## Classification
Traditionnellement, on disait que les Bai parlent une langue tibéto-birmane, mais son apparentement au sein de la famille n'est pas clair. En effet, cette langue a emprunté une partie considérable de son lexique (environ 70 %) au mandarin.
Grâce aux transformations phonétiques et tonales différentes selon l'époque de l'emprunt, il est possible de distinguer un fonds ancien d'emprunts et un fonds plus récent. Une fois ce travail effectué, les mots proprement bai restent peu nombreux. C'est pourquoi certains linguistes voient aujourd'hui dans cette langue le plus proche parent du mandarin et l'excluent du groupe tibéto-birman.
Le bai a un ordre syntaxique de base Sujet-Verbe-Objet (SVO), comme le chinois.

## Dialectes
- Le bai de Bijiang, ou bai septentrional, n'est parlé que par 12 000 locuteurs en 2005[3]. Ce dialecte est le plus archaïque des trois. Il comporte neuf tons et contient, tout comme le bai de Jianchuan, des voyelles nasales qui ont disparu dans le parler de Dali. C'est un dialecte productif qui a plus tendance que les deux autres à utiliser des racines bai pour composer des mots nouveaux. Le bai de Jianchuan ou de Dali se contente souvent d'emprunter le terme chinois.
- Le bai de Jianchuan, appelé encore bai central, comptait 800 000 locuteurs en 2003[1]. C'est le dialecte de référence qui a servi à l'établissement de la grammaire bai et à la description de son lexique. Le bai de Jianchuan comporte des voyelles nasales et huit tons.
- Le bai de Dali, ou bai méridional, comptait 400 000 locuteurs en 2003[2]. Il ne comporte plus que cinq tons et a perdu toutes ses voyelles nasales.
- Le bai lama comptait 60 000 locuteurs en 1995[4].

## Description phonétique
Le bai n'a pas d'écriture propre, mais il est possible de le noter au moyen des caractères chinois.
Au cours des années 1950 et 1960, Zhao Yansun et Xu Lin, des linguistes d'origine bai, ont inventé un mode de transcription alphabétique et publié par la suite une grammaire et un dictionnaire de la langue bai. Dans leurs travaux, comme dans ce qui va suivre, le dialecte de référence est celui parlé dans la ville de Jinhua, chef-lieu de Jianchuan.

### Consonnes
| IPA | Bai |  | IPA | Bai |  | IPA | Bai |  | IPA | Bai |  | IPA | Bai |  |
| p   | b   |  | pʰ  | p   |  | m   | m   |  | f   | f   |  | v   | v   |  |
| t   | d   |  | tʰ  | t   |  | n   | n   |  |     |     |  | l   | l   |  |
| k   | g   |  | kʰ  | k   |  | ŋ   | ng  |  | x   | h   |  | ɣ   | hh  |  |
| tɕ  | j   |  | tɕʰ | q   |  | ɳ   | ni  |  | ɕ   | x   |  | j   | y   |  |
| ts  | z   |  | tsʰ | c   |  |     |     |  | s   | s   |  | z   | ss  |  |
| tʂ  | zh  |  | tʂʰ | ch  |  |     |     |  | ʂ   | sh  |  | ʐ   | r   |  |

### Voyelles
La langue bai est remarquable par la richesse de son vocalisme et son grand nombre de voyelles nasales.
| IPA | Bai |  | IPA | Bai |  | IPA | Bai |  | IPA | Bai |  | IPA | Bai |  | IPA | Bai  |  | IPA | Bai  |  |
| z̩   | i   |  |     |     |  |     |     |  |     |     |  |     |     |  |     |      |  |     |      |  |
| i   | i   |  | ĩ   | in  |  |     |     |  |     | ui  |  |     |     |  |     |      |  | uĩ  | uin  |  |
| e   | ei  |  | ẽ   | ein |  |     |     |  |     |     |  |     |     |  |     |      |  |     |      |  |
| ɛ   | ai  |  | ɛ̃   | ain |  | iɛ  | iai |  | uɛ  | uai |  |     |     |  | iɛ̃  | iain |  | uɛ̃  | uain |  |
| ɑ   | a   |  | ɑ̃   | an  |  | iɑ  | ia  |  | uɑ  | ua  |  | ɑu  | ao  |  | iɑ̃  | ian  |  | uɑ̃  | uan  |  |
| o   | o   |  | õ   | on  |  | io  | io  |  | uo  | uo  |  | ou  | ou  |  | iõ  | ion  |  |     |      |  |
| u   | u   |  |     |     |  |     |     |  |     |     |  |     |     |  |     |      |  |     |      |  |
| æ   | e   |  | ɯ̃   | en  |  | iɯ  | ie  |  |     |     |  |     |     |  | iɯ̃  | ien  |  |     |      |  |
| v̩   | v   |  | ṽ̩   | vn  |  |     |     |  |     |     |  |     |     |  | iṽ̩  | ivn  |  |     |      |  |
| y   | ui  |  |     |     |  |     |     |  |     |     |  |     |     |  |     |      |  |     |      |  |

### Système tonal
Le bai de Jianchuan comporte huit tons. Quatre de ces tons, décrits dans la moitié droite du tableau, comportent une laryngalisation.
La translittération du bai (version de 1982, utilisée dans le dictionnaire) note les tons en ajoutant une lettre (x, l, t et f) à la suite du radical et la laryngalisation d'un ton au moyen d'un -r- qui s'intercale entre le radical et cette lettre tonale ou par l'absence de signe.
| Courbe mélodique | Translittération en bai | Exemples en bai | IPA    | Traduction        | Courbe mélodique | Translittération en bai | Exemples en bai | IPA    | Traduction   |  |
| 33               | -x                      | max             | [mɑ33] | plein             | 44               | -rx                     | marx            | [mɑ44] | paille (riz) |  |
| 22               | -l                      | mal             | [mɑ22] | vous (2e p.pl.)   | 55               | -rl                     | marl            | [mɑ55] | gronder      |  |
| 31               | -t                      | mat             | [mɑ31] | porter sur le dos | 42               | -rt                     | mart            | [mɑ42] | chanvre      |  |
| 34               | -f                      | maf             | [mɑ34] | pas encore        | 21               | [ ]                     | ma              | [mɑ21] | arracher     |  |

Dans une translittération plus récente du bai (version de 1993), les tons laryngalisés sont notés au moyen d'une lettre tonale simple (et dans un cas, de nouveau, par l'absence de lettre). Voici les correspondances avec le système de 1982: rt → p; rx → [ ]; [ ] → d; rl → b.
Le bai de Bijiang comporte un ton supplémentaire. Sa courbe mélodique est 32. Il n'est pas laryngalisé. On le transcrit par la lettre tonale z.